# São Leopoldo
São Leopoldo (en español:San Leopoldo) es un municipio brasileño del estado de Río Grande del Sur.
Su población estimada para el año 2003 era de 203.071 habitantes.
Ocupa una superficie de 102,3 km².
La ciudad se encuentra a 32 kilómetros de Porto Alegre, capital del estado. Se llega a ella a través de la carretera BR 116 y por la RS 240, que la conecta con Caxias do Sul.
Posee un clima subtropical, y está a una altitud de 26 metros sobre el nivel del mar.

## Historia
Fue poblada inicialmente por azorianos. Recién el 25 de julio de 1824, cuando ya era una villa, llegaron los primeros inmigrantes alemanes enviados por Pedro I con la intención de poblar la región. Fueron enviados para la deshabitada Feitoria do Linho Cânhamo, una estancia agrícola del gobierno, en donde se fabricaban cuerdas. La estancia no tuvo muchos resultados, habiendo fallado, entre otros motivos, debido a la corrupción de sus administrados. Esta estancia se localizaba en la margen izquierda del Río dos Sinos. El día 25 de julio de 1824, esos inmigrantes llegaron a destino, eran un total de 39, siendo 33 protestantes y los 6 restantes católicos, esa fecha coincide con la fundación de São Leopoldo. 
Los inmigrantes fueron instalados en la estancia hasta que recibieron sus lotes coloniales, lo que el gobierno bautizó como el núcleo de la "Colonia Alemana de São Leopoldo", la cual se extendía por más de mil kilómetros cuadrados, yendo en dirección sur-norte desde Esteio hasta Campo dos Bugres (actualmente, Caxias do Sul). En dirección este-oeste desde Taquara hasta Porto dos Guimarães, (actual, São Sebastião do Caí). En poco tiempo, la llegada de nuevos inmigrantes, permitió la ocupación del valle del río de los Sinos, del Cadeia y del Caí, y gracias a la dedicación y el trabajo de sus habitantes, permitió que la colonia alemana se emancipase de Porto Alegre el día 1 de abril de 1846, apenas 22 años después de ser fundada. 
Desde ahí la producción terminó siendo el embrión industrial del Valle del río dos Sinos. Y en homenaje a esos inmigrantes, el día 25 de julio se celebra un feriado/festivo Municipal en São Leopoldo que busca rescatar la memoria de las contribuciones que aportaron esos primeros habitantes al estado de Río Grande del Sur.